# La Trinité-des-Laitiers
La Trinité-des-Laitiers är en kommun i departementet Orne i regionen Normandie i nordvästra Frankrike. Kommunen ligger i kantonen Gacé som tillhör arrondissementet Argentan. År 2022 hade La Trinité-des-Laitiers 64 invånare.

## Befolkningsutveckling
Antalet invånare i kommunen La Trinité-des-Laitiers
| Referens: INSEE |